# Dave Nichol
David Nichols (1940 - 22 de septiembre de 2013) fue un galardonado canadiense experto en marketing de producto. Nació en Chatham, Ontario. Él introdujo varias líneas de marca de tiendas de productos en la década de 1970 que impulsaron a Loblaws, una cadena que lucha por ser un líder de la industria. Durante un tiempo, como portavoz de Loblaws, se convirtió en una personalidad empresarial canadiense reconocible, en gran parte debido a ser presentado en treinta segundos de anuncios y publirreportajes de treinta minutos a mediados de la década de 1990. Nichol también se desempeñó como Presidente de los supermercados Loblaws.
Nichol murió en Toronto el 22 de septiembre de 2013 a la edad de 73 años.